# Étienne Dinet
Alphonse-Étienne Dinet (Parigi, 28 marzo 1861 – Parigi, 24 dicembre 1929) è stato un pittore e incisore francese.
Fu prevalentemente un pittore orientalista e ottimo litografo. Visse per molto tempo in Algeria e si convertì all'Islam.

## Biografia
Étienne Dinet, che, dopo la conversione all'Islam, prese il nome di Nasr ad Dine, nacque a Parigi, da Louise Marie Odile Boucher e da Philippe Léon Dinet. Sua sorella Jeanne, nata nel 1865, diverrà in seguito la sua biografa. A partire dal 1871 fece i suoi primi studi al "Liceo Enrico IV" come allievo interno. Ottenuto il diploma di Maturità nel 1881, entrò all'École des beaux-arts di Parigi e fu destinato all'atelier di Pierre-Victor Galland. Al tempo stesso seguì i corsi dell'Académie Julian, istituzione assai più libera e meno accademica, dove fu allievo di William Bouguereau e di Tony Robert-Fleury. È certo che furono proprio questi maestri ad orientare e definire la sua formazione, esercitando su di lui una reale e positiva influenza. Già nel 1882, Dinet espose per la prima volta una sua opera nel nuovo Salon degli artisti francesi. L'anno seguente il quadro che espose gli procurò una menzione d'onore e, nel 1884, vinse una medaglia. 

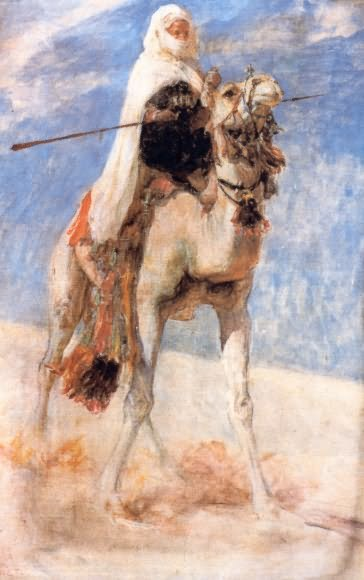
Cavaliere su un dromedario mehàri

Nello stesso anno ottenne una borsa di studio e intraprese il suo primo viaggio: aggregandosi ad una spedizione scientifica di entomologi poté recarsi nel sud dell'Algeria, nella regione di Bou-Saâda. Questi luoghi lo affascinarono profondamente, al punto che egli vi ritornerà molte altre volte. L'anno seguente Dinet compì un secondo viaggio in Algeria che lo portò a Laghouat e nel Mzab. Dipinse allora i suoi primi due quadri che raffigurano questa regione, e cioè "Sur les terrasses de Laghouat" e "L'Oued M'Sila après l'orage". Inoltre iniziò a studiare la lingua araba per comprendere meglio la cultura dell'Islam e, in particolare, quella dell'Algeria meridionale. Nel 1887 tornò in Algeria per la terza volta e, da quell'anno in poi, vi trascorse mediamente sei mesi l'anno.
Nel biennio 1888-1889 Dinet espose i suoi lavori nella galleria di Georges Petit, con il "Gruppo dei trentatré" (o XXXIII) all'interno del quale erano presenti artisti francesi e stranieri, uomini e donne, appartenenti più o meno a diverse correnti ma con una grande diversità di espressione.
Dinet venne anche selezionato per l'Expo di Parigi del 1889, dove ottenne una medaglia d'argento. Nello stesso periodo fondò la "Società nazionale di belle arti" assieme a Jean-Louis-Ernest Meissonier, Pierre Puvis de Chavannes, Auguste Rodin, Carolus-Duran e Charles Cottet.

Nel 1893, fu tra i fondatori della "Société des peintres orientalistes français", partecipando alla prima esposizione ufficiale, che fu organizzata nel Palazzo dell'Industria di Parigi.

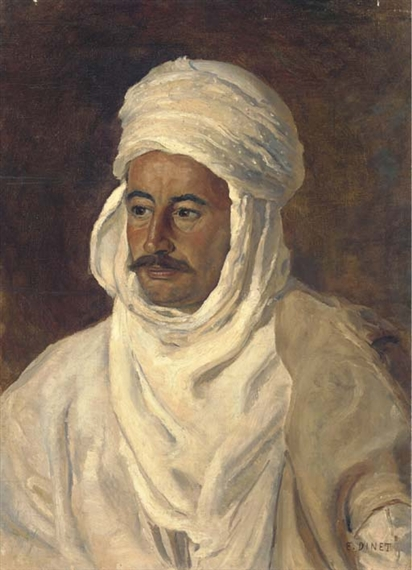
Ritratto di Ahmed es Seghir

Nel 1894 partecipò all'Expo di Anversa e nel luglio del 1896 ricevette la nomina a Cavaliere della Legion d'onore. Fu anche tra i partecipanti all'Esposizione internazionale del centenario della litografia che si tenne a Parigi. Due anni dopo le "Edizioni d'Arte" di Henri Piazza pubblicarono il primo libro da lui illustrato: Antar, poema eroico arabo dei tempi preislamici tradotto da M. Devic, con 132 tavole. Fu l'inizio di una serie di opere illustrate da Dinet.
Venne il 1900, l'ultimo anno del XIX secolo, e Dinet aprì il suo primo atelier algerino a Biskra. Il suo quadro "L'Arabe en prière" segnò l'inizio del suo processo di conversione alla religione islamica. Nel 1905 acquistò una casa a Bou-Saâda per trascorrere in Algeria ancora più tempo: in pratica rientrava a Parigi per soli tre mesi l'anno. Nel febbraio, intanto, fu nominato ufficiale della Legion d'onore e vinse una medaglia d'oro all'esposizione internazionale di pittura di Monaco di Baviera. Nel 1907, su suo interessamento e consiglio, ad Algeri fu costruita la villa "Abd-el-Tif", sul modello della Villa Medici di Roma.

Nel 1908 Étienne Dinet annunciò ad un amico, per lettera, di essersi convertito all'Islam ormai da qualche tempo. Nello stesso anno partecipò all'Expo di Bruxelles, 
quindi, nel 1910, a quella di Amsterdam e nel 1913 a quella di Gand, e in quell'occasione egli comunicò agli amici di aver scelto un nome mussulmano: Nasr-Eddine. Nel 1914 suo padre morì.

Scoppiò la prima guerra mondiale e la famiglia Dinet trasformò la sua grande casa padronale di Héricy in ospedale, per accogliere i feriti di guerra. Dinet si preoccupò del morale delle truppe mussulmane e abbozzò dei progetti di stele tombali per i combattenti islamici caduti sul campo. Dopo l'armistizio (1918), Dinet scrisse e illustrò "La Vie de Mohammed, prophète d'Allah", che fu pubblicato da Henri Piazza; le miniature, di notevole fattura, erano di Mohammed Racim.
Nel 1922 anche la madre di Dinet morì. Nel 1923 egli acquistò una villa a Saint-Eugène ad Algeri, dove espose regolarmente i suoi quadri. Due anni dopo fece costruire a Bou-Saâda la qubba che avrebbe ospitato la sua futura tomba. Poi, nel luglio del 1926, si recò all'inaugurazione della Grande Moschea di Parigi, alla cui realizzazione aveva partecipato.
1929. Dinet, in compagnia di Sliman ben Ibrahim, compì il suo pellegrinaggio a La Mecca, quindi rientrò in Francia. Ma il 24 dicembre una mortale crisi cardiaca lo colpì davanti alla sua casa di Parigi. Aveva 68 anni.

Georges Leygues, ex presidente del Consiglio e Maurice Viollette, già governatore dell'Algeria, proferirono un discorso funebre davanti alla salma deposta nella Moschea di Parigi. I funerali ufficiali si svolsero il 12 gennaio 1930 a Bou-Saâda, alla presenza di Pierre Bordes, Governatore generale dell'Algeria, che tratteggiò la vita esemplare dell'artista. L'elogio funebre venne pronunciato in arabo da una delegazione di membri di Nadi Taraqi e degli Ulema.

## Opere

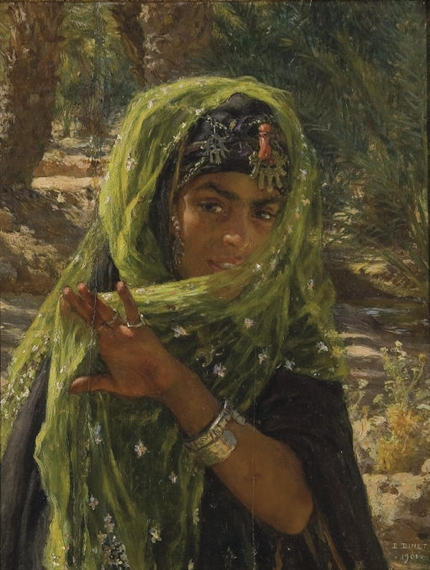
Giovanetta che si vela

Dinet, per i suoi primi quadri, si affidò a temi religiosi suggeriti dai suoi maestri (Le Golgotha, Saint Julien l'Hospitalier) con i quali, però, egli interruppe ogni rapporto dopo la sua scoperta del deserto.

A partire dalla metà degli anni 1880 le sue opere si ispirarono invece alle tradizioni, alle storie e alla vita del deserto, nonché a Bou-Saâda, cittadina considerata a quei tempi come la « porta » del Sahara. Sapendo ben cogliere la luce e le tonalità cromatiche dei paesi caldi, Dinet si dedicò dapprima a ritratti di tipo etnografico, a figure e scene della vita quotidiana e ai paesaggi, pur restando un ritrattista nei confronti del suo ambiente familiare. Sua sorella Jeanne pubblicò, sotto il nome di Dinet-Rollince, la prima biografia di suo fratello.
Una gran parte delle sue opere, assai popolare peraltro, è costituita da nudi di donne, non ritratte in posa, bensì colte dal vivo e in atteggiamenti spontanei, allegri e dinamici. Per queste raffigurazioni Dinet impiegò dei colori forti, a volte aspri. Alcuni critici, per lo più anglosassoni, si stupirono di queste scene di nudo, qualificandole come aneddotiche, e misero anche in forse la loro autenticità, definendo questi lavori come appartenenti ad un esotismo troppo spinto, oltraggioso, o addirittura sognato (come si può vedere ad esempio in certe tele di Jean-Léon Gérôme).
Al contrario, il grande merito di Dinet è stato quello di rendere visibili aspetti inconsueti della cultura locale, con i suoi riti e le sue leggende, largamente ignorata o addirittura disprezzata, ma alla quale egli si sentiva vicino. Alcuni quadri, comunque, esprimono palesemente una forma divertita di erotismo. Una valutazione puramente formale di queste opere mostra come Dinet sfruttò all'inizio le potenzialità del realismo, ma al tempo stesso fece ricorso ad una gamma cromatica assai estesa, ricca di contrasti, che può essere paragonata a quella dei fauves.
La città di Bou-Saâda ha fondato, in memoriam, il Museo Nasreddine-Dinet. Il Museo d'Orsay espone sia le prime tele di Dinet che quelle della sua maturità. Il Louvre, nel dipartimento di Arti grafiche, conserva quasi 270 disegni dell'artista.
Nel dicembre del 2012, il quadro Femmes arabes au cimetière, fu venduto da Artcurial ad una collezione privata. La Baigneuse dans la palmeraie - étude fu venduta nello stesso giorno (si tratta di uno studio per il quadro Baigneuses dans la palmeraie au clair de lune).

I lavori di Dinet furono in maggior parte venduti dalle Gallerie Georges Petit, Paul Durand-Ruel e Allard.
Opere conservate nei musei
Algeria

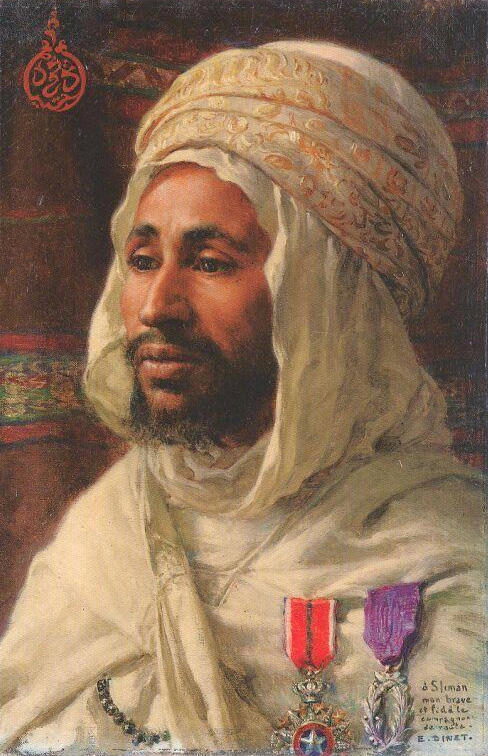
Gentiluomo marocchino decorato

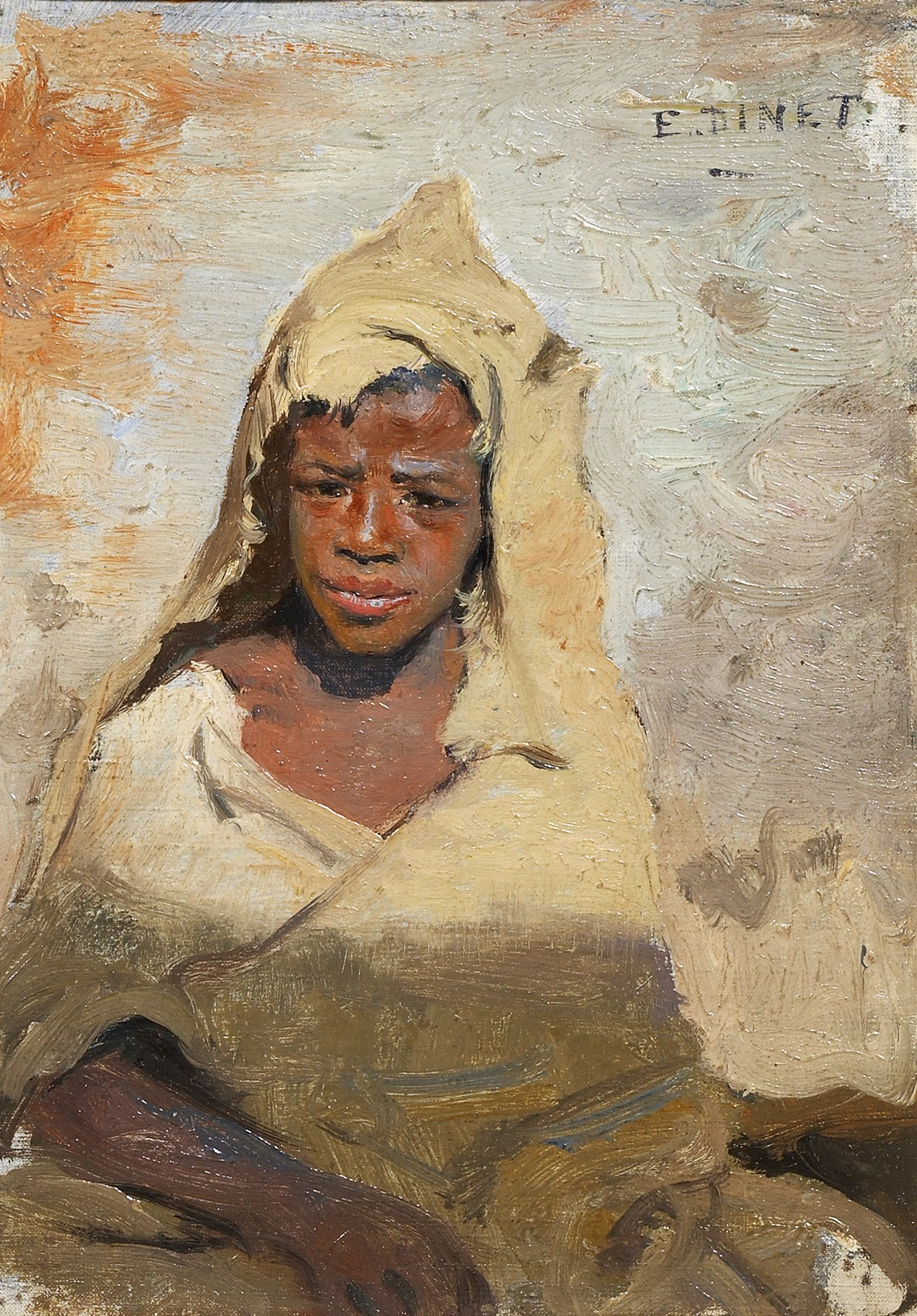
Giovane Fellah

- Algeri, Museo nazionale di Belle Arti
  - Raoucha
  - Petites filles jouant et dansant
  - Départ à La Mecque
- Bou-Saâda, Museo Nasr-Eddine-Dinet
  - Autoportrait de l'artiste, 1891
- Constantine, Museo nazionale di Cirta
  - La Voyante
- Orano, Museo Ahmed Zabana 
  - L'Air était embrasé, le sol ardent et rouge comme des rubis, 1894

Australia
- Sydney, Art Gallery of New South Wales
  - Le Charmeur de serpent, 1889

Francia
- Lione, Museo di belle arti 
  - Le Matin, 1905[8]
- Marsiglia, Museo di belle arti di Marsiglia
  - Le Muezzin[9]
- Maubeuge, Museo Henri-Boez
  - Le Lendemain du ramadan, 1895
- Mulhouse, Musée des beaux-arts (Mulhouse)
  - La Dispute, 1904
- Parigi, Museo d'Orsay :
  - Une rue à Laghouat, 1884
  - Terrasses de Laghouat, 1885
  - Jeune fille de Bou-Saâda, 1892
  - Abd-el-Gheram et Nouriel-Aïn, légende arabe. Esclave d'amour et Lumière des yeux, 1895-1900
  - Ouled Nail, avant 1921
- Pau, Museo di belle arti
  - L'Oued M'sila après la pluie, 1884
- Reims, Museo di belle arti
  - Sur les terrasses. Clair de lune à Laghouat, 1897
  - Le Printemps des cœurs  [titolo attribuito], 1904
  - Au bord de l'oued , prima del 1907
  - La Balançoire
  - Laveuses

Opere non localizzate
- La Courtisane, 1898,
- Portrait de femme, 1923

## Altri progetti

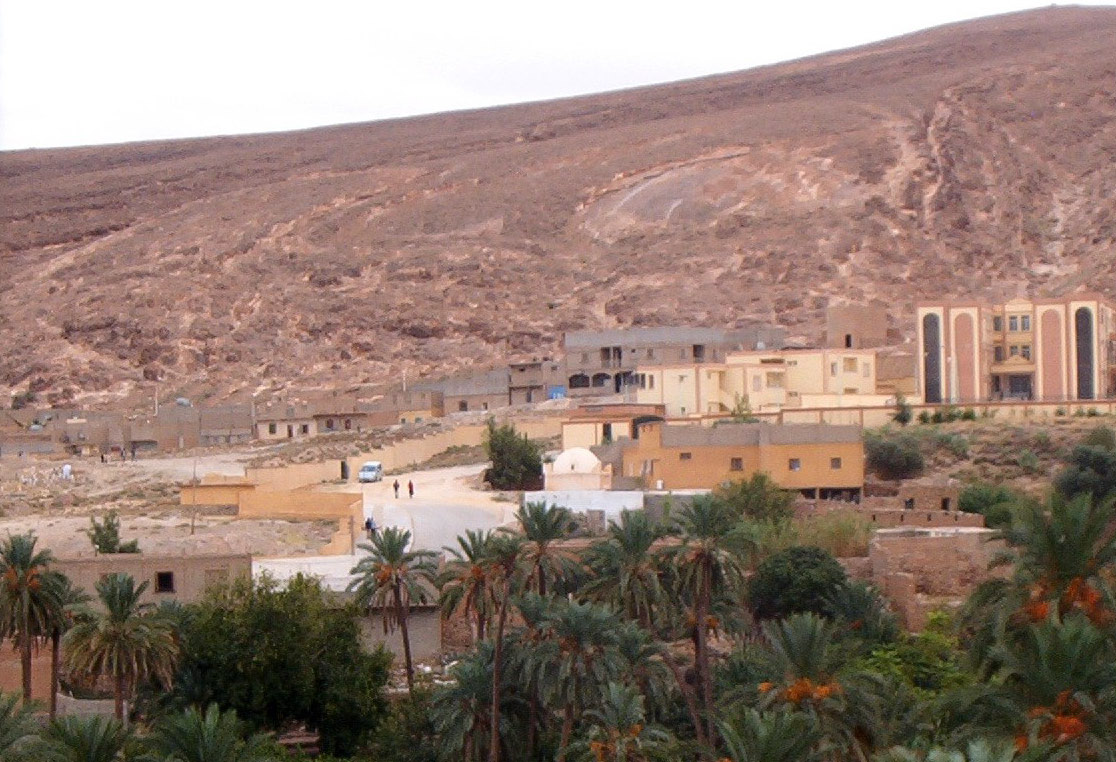
La "qubba" funeraria di Étienne Dinet a Bou-Saâda.

## Galleria d'immagini 1
Paesaggi e scene di vita

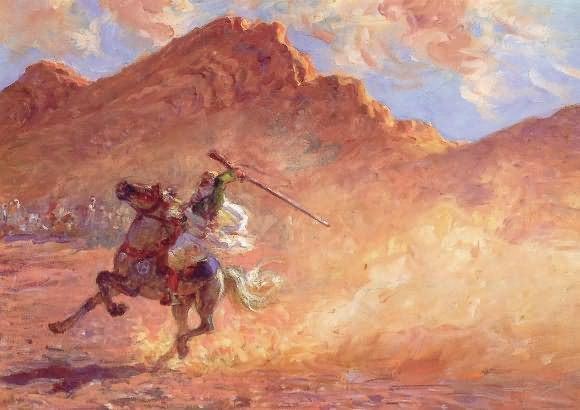
Giovane con fucile
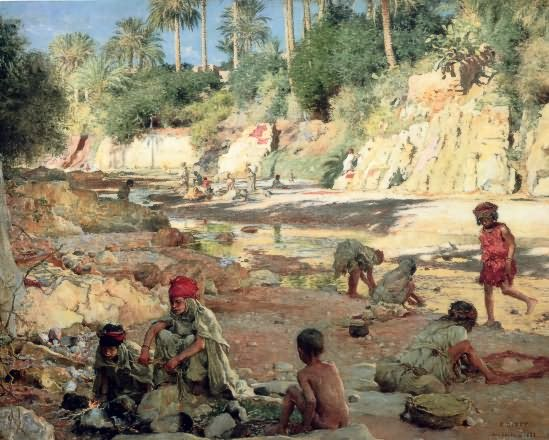
Piccole lavandaie nell'Oued
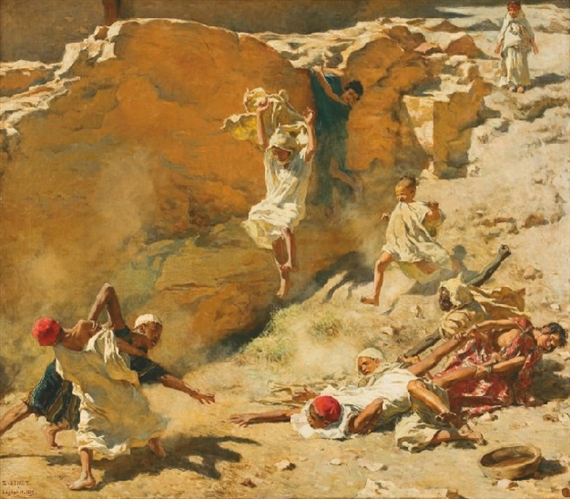
Rissa per quattro soldi
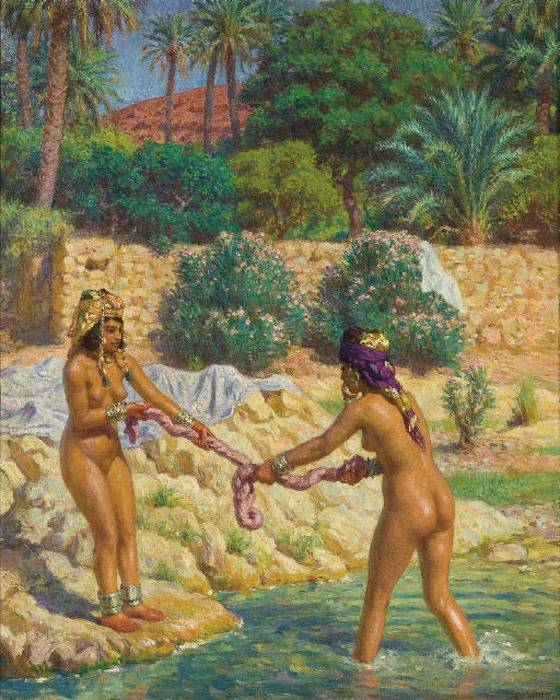
Ragazze che asciugano la biancheria
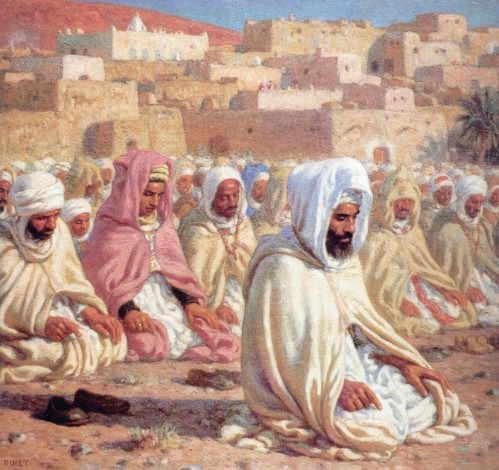
L'Imam presiede la preghiera
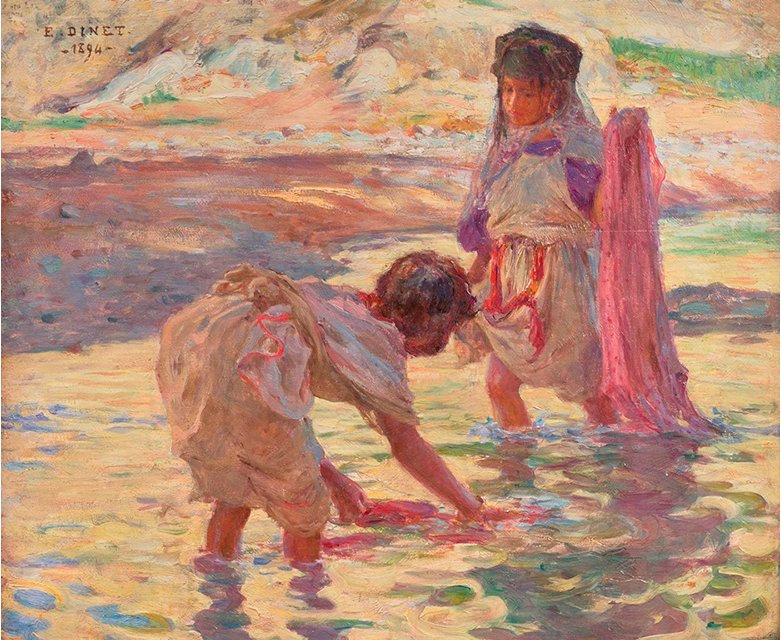
Bambini alla Berrada
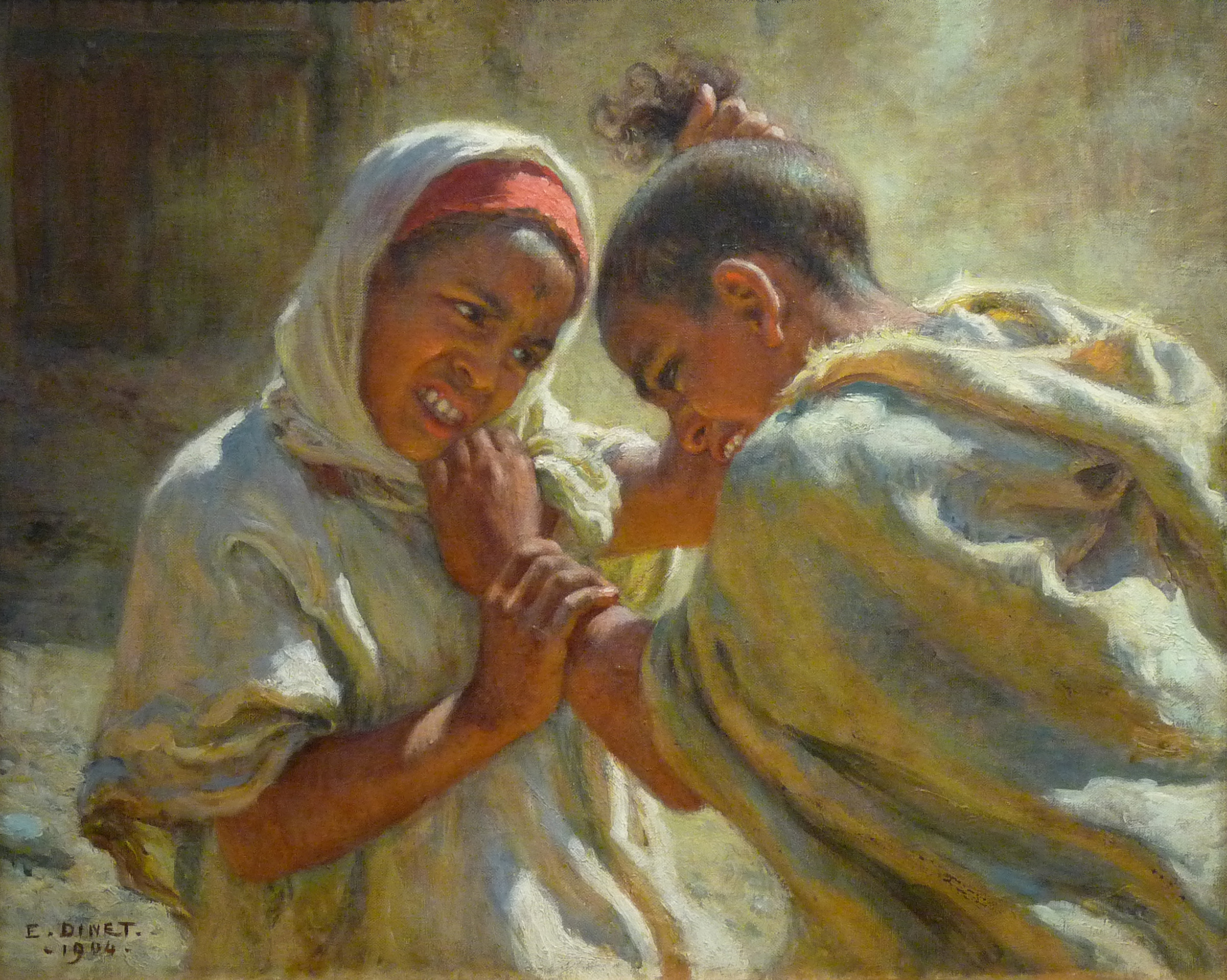
La lite
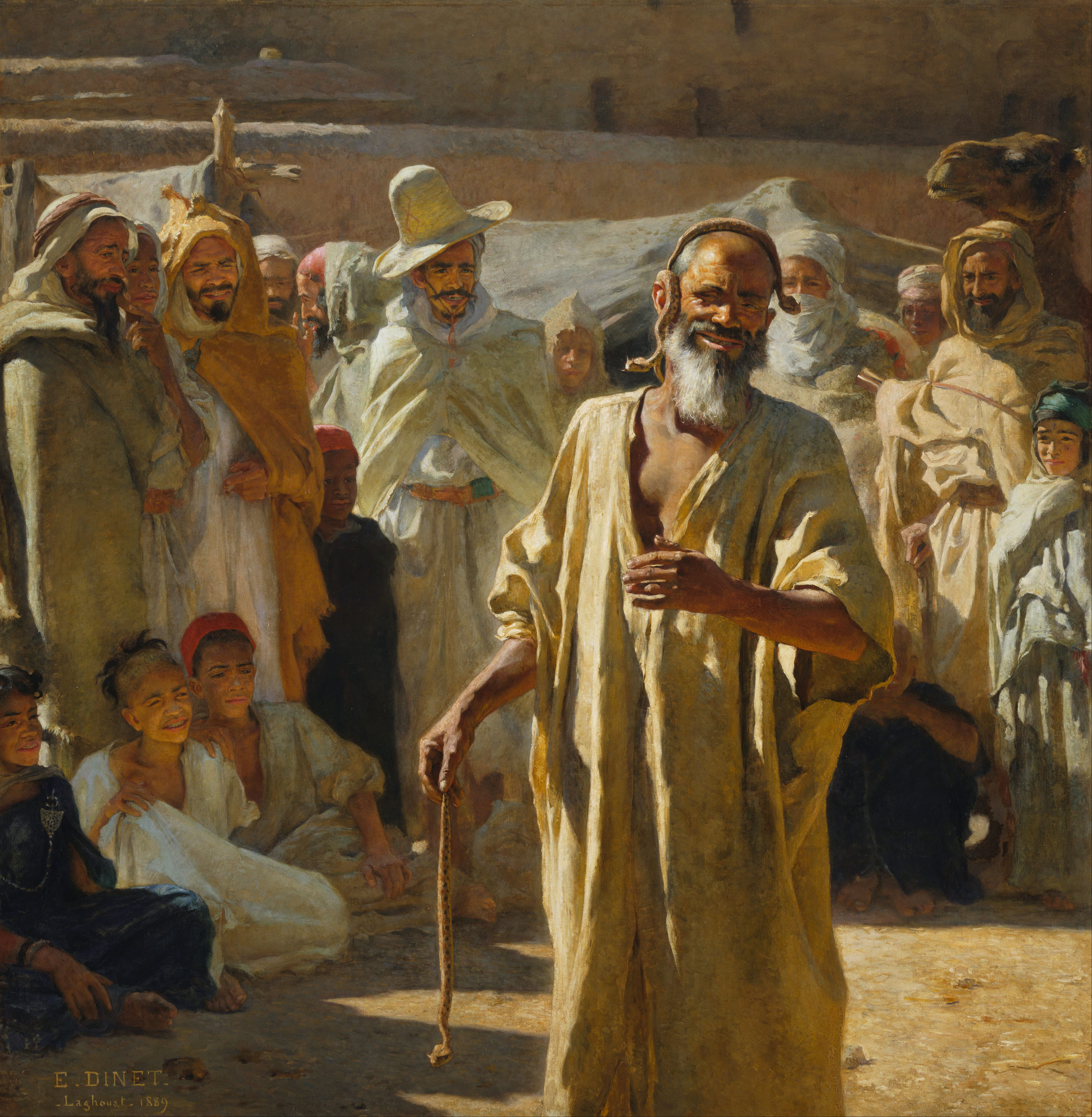
L'incantatore di serpenti

## Testi illustrati
- 1898 : Antar, « poème héroïque arabe des temps antéislamiques d'après la traduction de M. Devic », illustrato con 132 tavole, edizioni d'arte Henri Piazza.
- 1900 : Manifesto per l'Expo del 1900, L'Andalousie au temps des Maures.
- 1902 : Rabia el Kouloub ou le Printemps des cœurs, raccolta di tre leggende sahariane. Ediz. Piazza.
- 1904 : Les Fléaux de la peinture, observations sur les vernis, les retouches et les couleurs, prefazione di Georges Lafenestre, Parigi, Ediz. Laurens/E. Rey.
- 1906 : Mirages, illustrato con 24 scene di vita araba, dedicato a Léonce Bénédite, Ediz. Piazza (riedito in edizione economica col titolo Tableaux de la vie arabe).
- 1910 : Khadra, danseuse Ouled Naïl, romanzo scritto dallo stesso Dinet.
- 1911 : El Fiafi oua el Kifar ou le Désert, favole sahariane.
- 1918 : La Vie de Mohammed, prophète d'Allah, Ediz. Piazza.
- 1922 : L'Orient vu de l'Occident, saggio sull'orientalismo letterario, Ediz. Piazza.
- 1930 : Le Pèlerinage à la maison sacrée d'Allah.

## Galleria d'immagini 2
Nudi

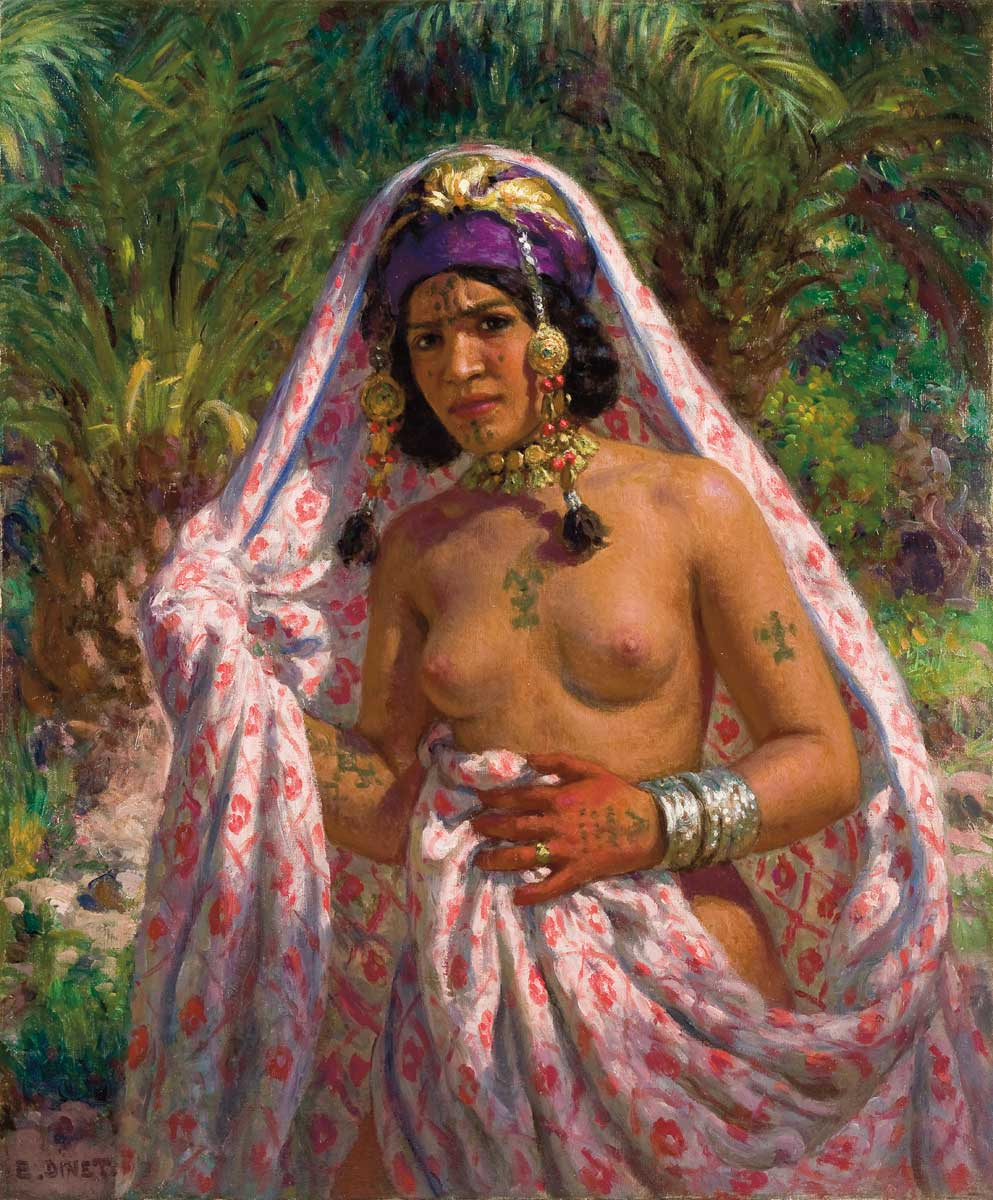
Bagnante nel palmeto
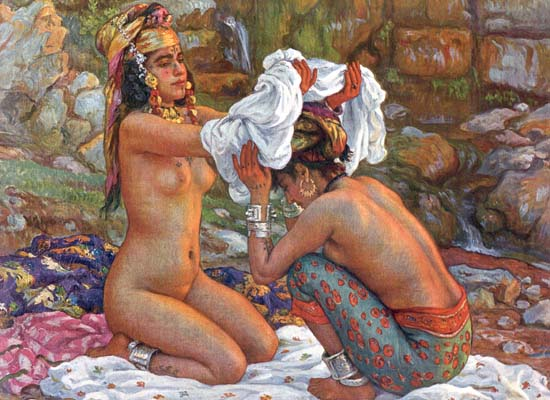
Bagnanti
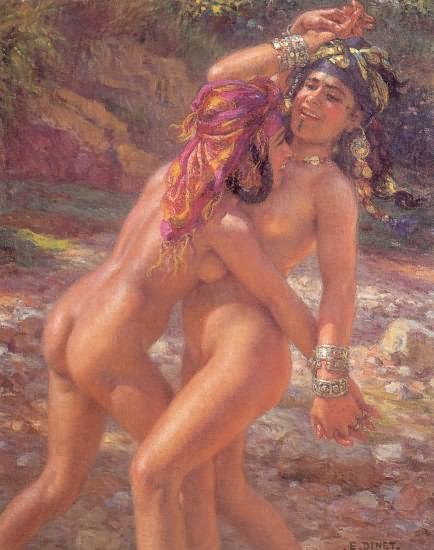
Bagnanti che lottano
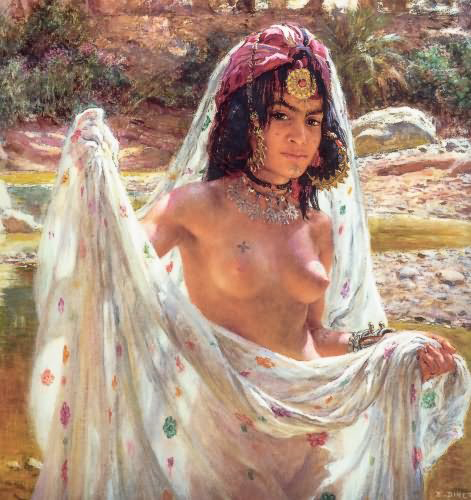
Raucha
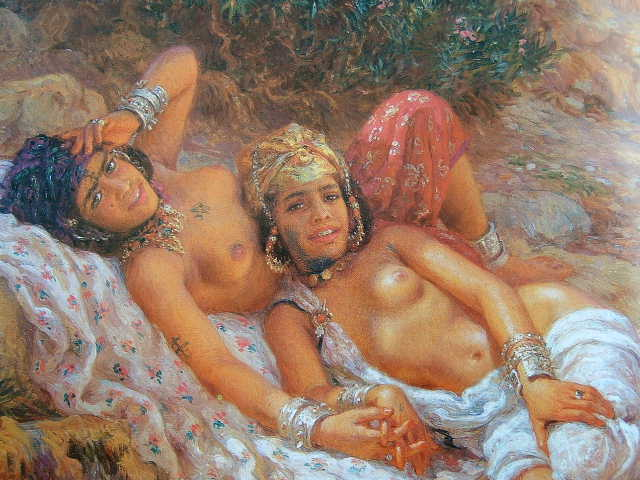
Sotto gli oleandri
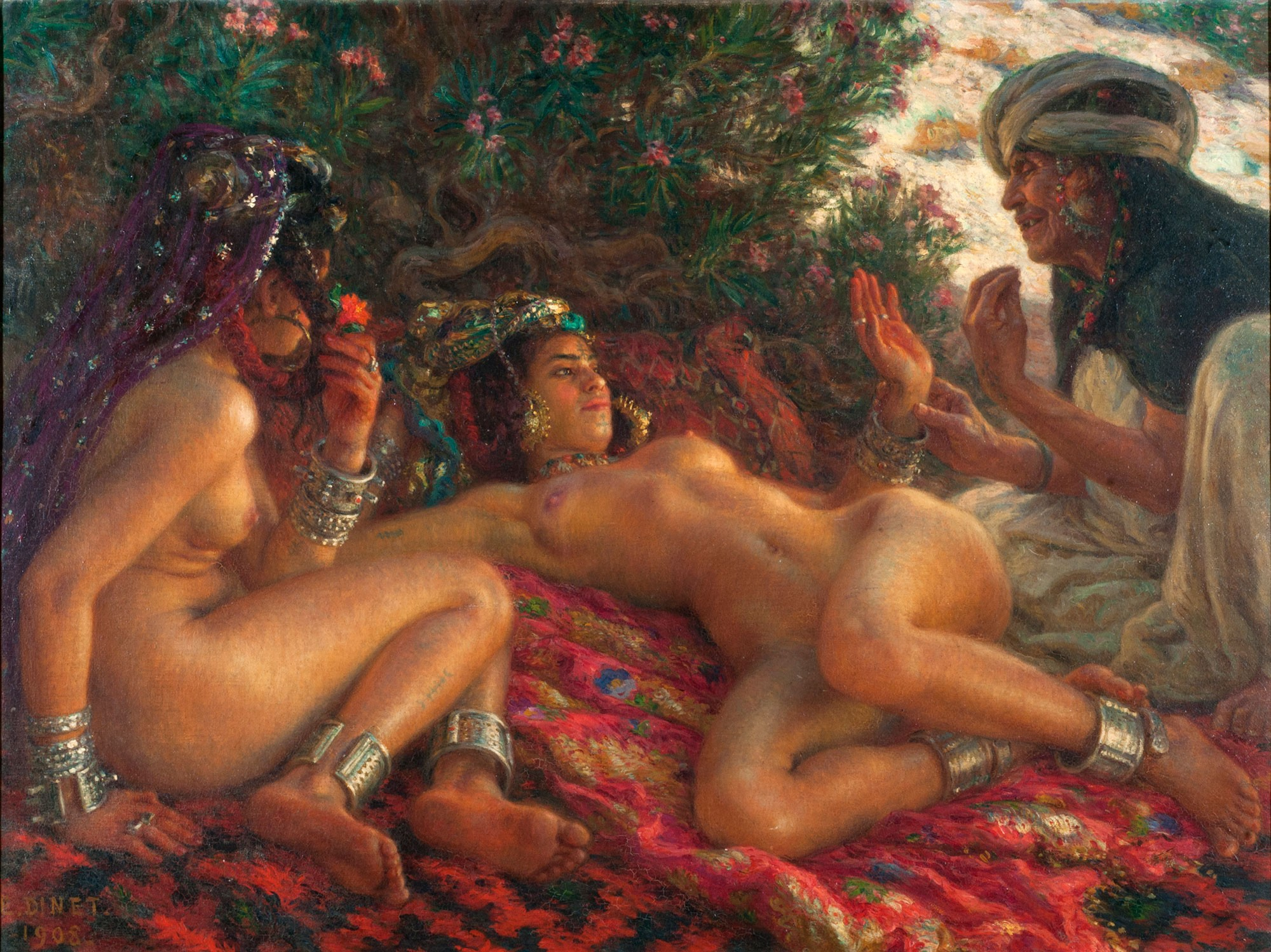
La messagera di Satana
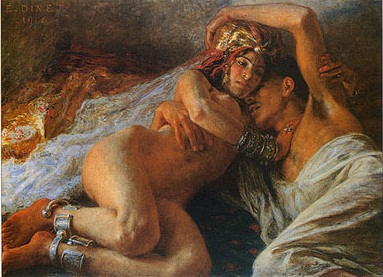
Seduzione
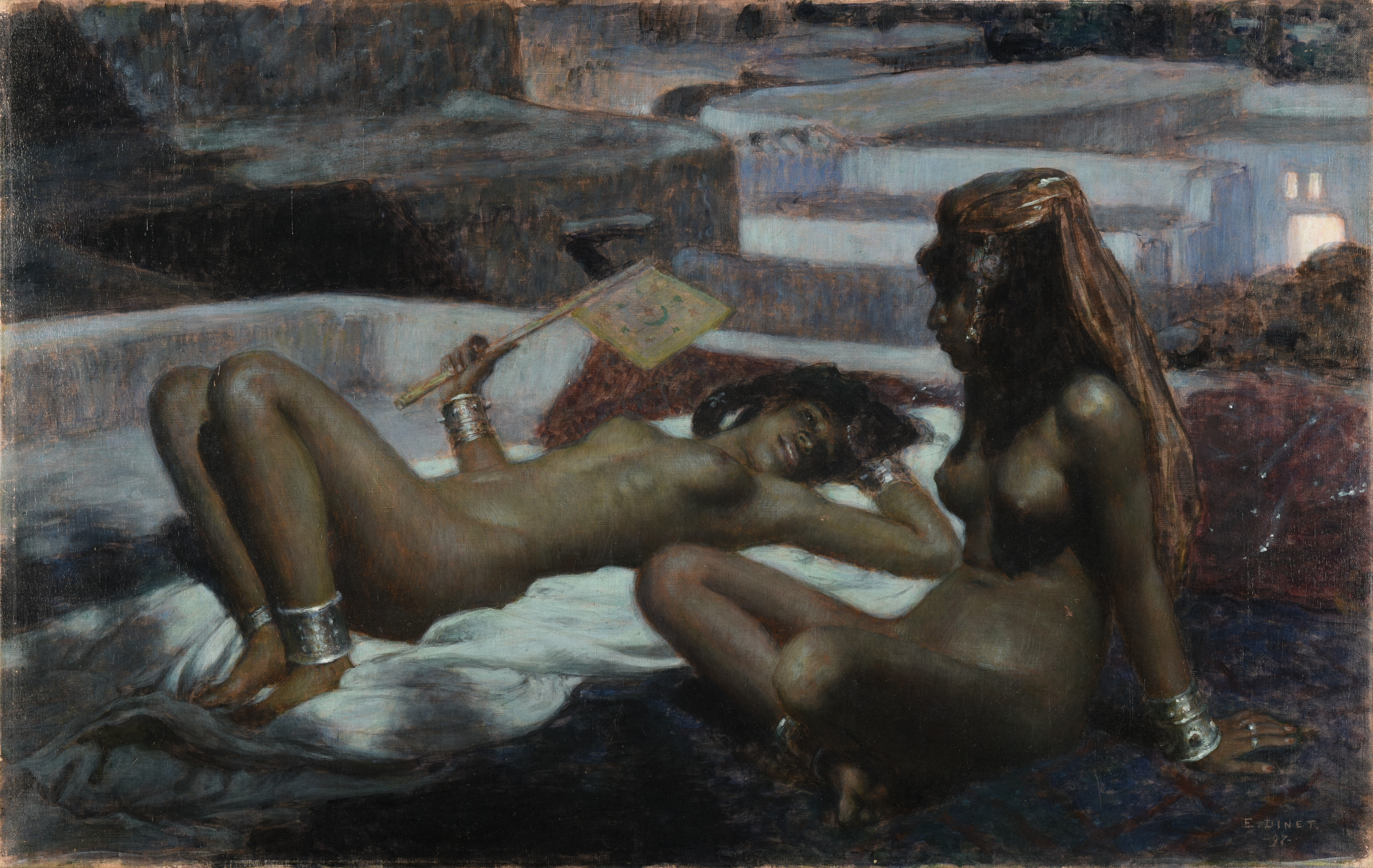
Sur les terrasses. Clair de lune à Laghouat